# Halftime

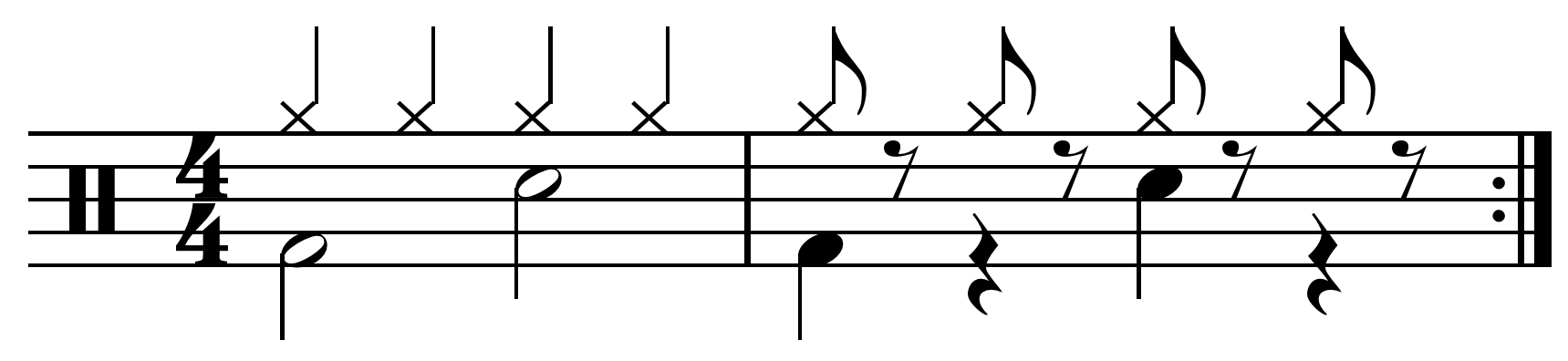
Notation eines Halfbeats; oben der 4/4 Grundtakt, unten die Halfbeats

Halftime (auch Half-time oder Halfbeat genannt) ist eine in der Musik allgemein übliche Bezeichnung für eine Passage, die mit halber Geschwindigkeit gespielt wird.
Gespielt wird beim Halfbeat, abweichend vom Grundrhythmus, nur jeder zweite Zähler. Beim Melodiespiel wird die Passage auf die doppelten Zeit gedehnt gespielt. (z. B. beim Üben einer Phrasierung)
Der Halfbeat ist ein beliebtes Stilmittel, um beispielsweise aussagestarke Gesangspassagen durch ein ausgedünntes Begleitspiel hervorzuheben. 
In der Blues-, Bluesrock- und Rockmusik wird häufig der Half-time-Shuffle gespielt. 
Das Gegenteil des Halftime ist der Doubletime, wenn mit doppelter Geschwindigkeit weitergespielt wird.